# Lopadea Nouă
Lopadea Nouă là một xã thuộc hạt Alba, România. Dân số thời điểm năm 2002 là 3000 người.